# إسحاق بن إسماعيل
إسحاق بن إسماعيل بن الطفيلي (أو التفليسي) (قبل 833-853)، المعروف أيضًا باسم سهاك في المصادر الجورجية، كان أميرًا على إمارة تفليسي المسلمة بين عامي 833 و853. كان متزوجًا من ابنة الملك سرير [الإنجليزية] وخلف عمه علي في العرش.

## الحُكم

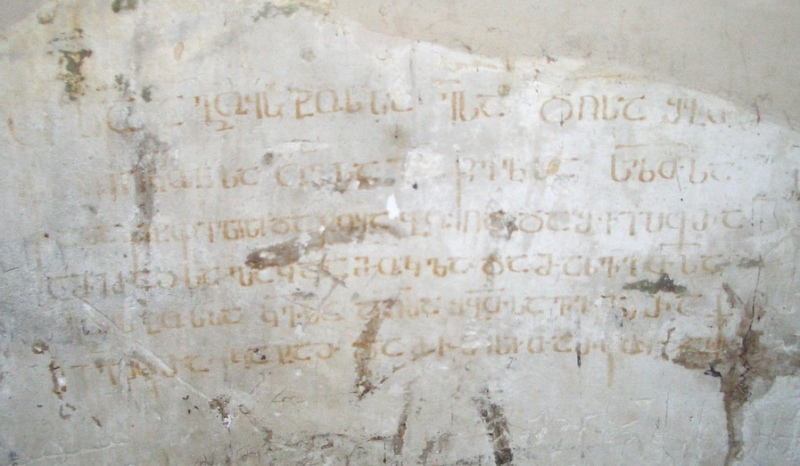
نقش كنيسة أتينى سيوني عام 853، يذكر سقوط الأمير

وفي عهده وصلت الإمارة إلى ذروة قوتها. إذ أجبر كل الأمراء الجورجيين على دفع الجزية من كاخيتي إلى أبخازيا. حاول الاستقلال عن الخلافة العباسية، وتوقف عن دفع الجزية، وتحالف مع النبلاء المحليين مثل صموئيل الكاكيتي [الإنجليزية] وغوارام ممبالي [الإنجليزية] . انتقامًا منه، أرسل الخليفة المتوكل حملة ضده بقيادة بغا الكبير (المعروف أيضًا في جورجيا باسم بغا التركي)، بمساعدة عائلة باجراتيوني النبيلة الجورجية.
وفي عام 853م، أحرقوا ونهبوا تبليسي وقتلوا الأمير. وتولى مكانه محمد بن خالد الشيباني.